# 흑설탕 (영화)
《흑설탕》(영어: Brown Sugar)은 2002년에 개봉한 미국의 로맨틱 코미디 영화이다. 릭 파무이와가 연출하였으며, 테이 디그스, 서나 레이선 등이 출연하였다. 많은 힙합 래퍼들이 카메오로 등장하였다.

## 출연
- 테이 디그스 - 안드레이 로뮬러스 "드레이" 엘리스 역
- 서나 레이선 - 시드니 "시드" 쇼 역
- 모스 데프 - 크리스토퍼 앤턴 "캐비" 비숀 역
- 니콜 아리 파커 - 리스 마리 위검 엘리스 역
- 보리스 코조 - 켈비 도슨 역
- 퀸 라티파 - 프랜신 역
- 웬들 피어스 - 사이먼 역
- 에릭 와이너 - 렌 역
- 리자 러피라 - 핫 97 접수 직원 역

카메오 출연
- 빅 대디 케인, 쿨 지 랩, 피트 록, 데라솔, 블랙 소트, 저메인 듀프리, 탈리브 콸리, 코먼, 메소드 맨 - 본인 역
- 슬릭 릭 - 프리스타일 래퍼 역